# Кеннет, Гарри
Га́рри Ке́ннет (англ. Garry Kenneth; 21 июня 1987, Данди) — шотландский футболист, центральный защитник. Играл за сборную Шотландии.

## Клубная карьера

### «Данди Юнайтед»
Кеннет родился 21 июня 1987 года в шотландском городе Данди. С детства являлся болельщиком местного клуба «Данди Юнайтед».
В 2003 году Гарри был принят в Академию «оранжево-чёрных», где обучался футбольному мастерству под руководством Джима Маклейна.
7 мая 2004 года Кеннет подписал с «Юнайтед» свой первый профессиональный контракт. Дебют Гарри в первой команде «Данди» состоялся 5 февраля 2005 года, когда его команда в рамках Кубка Шотландии встречалась с «Куин оф зе Саут». До конца сезона 2004/05 Кеннет провёл ещё 13 матчей, став игроком основного состава «оранжево-чёрных». Своей уверенной игрой в центре обороны Гарри помог своей команде пробиться в финал национального Кубка того футбольного года, где «Юнайтед», однако, уступил «Селтику» со счётом 0:1.
25 февраля 2006 года, поразив ворота «Данфермлин Атлетик», защитник забил свой первый гол в профессиональной карьере. В октябре 2006 года Кеннет подписал с «Данди» новый 4-летний контракт.
В марте 2007 года Гарри был отдан по арендному соглашению до конца сезона в «Кауденбит», вследствие потери защитником места в стартовом составе «оранжево-чёрных». За два месяца в команде из Файфа Кеннет сыграл семь игр.
В сезоне 2007/08 Гарри вернул место в стартовом составе «Юнайтед». Принял участие в финальном поединке Кубка Лиги, в котором «оранжево-чёрные» лишь в серии послематчевых пенальти уступили «Рейнджерс».
В середине января 2010 года выкупить права на футболиста пытался английский «Блэкпул», предложивший за Гарри 75 тысяч фунтов стерлингов — «Данди» ответил отказом, мотивировав своё решение «слишком малыми деньгами за трансфер». 29 января «приморские» увеличили своё предложение до полумиллиона фунтов, но их вновь ждало несогласие «оранжево-чёрных». В конце того же сезона Гарри со своим клубом достиг финала Кубка Шотландии, где «Юнайтед» переиграли «Росс Каунти» — 3:0. В ноябре 2011 года Кеннет заявил, что он покинет Шотландию в грядущее межсезонье, чтобы попробовать свои силы к югу от границы.

### «Бристоль Роверс»
Летом футболист, учитывая окончание его контракта с «арабами», получил статус свободного агента. Некоторое время для поддержания формы Кеннет тренировался с командой «Эйрдри Юнайтед». 30 июля Гарри заключил 3-летнее соглашение с клубом английского Чемпионшипа «Бристоль Роверс». 18 сентября шотландец дебютировал в составе «пиратов» — в тот день команда Кеннета встречалась с «Плимут Аргайл». 6 октября Гарри забил свой первый гол за «Бристоль», нанеся точный результативный удар в поединке против «Нортгемптон Таун».
С 2014 года выступал за любительские клубы Шотландии, за исключением короткого периода в августе-сентябре 2015 года, когда сыграл 7 матчей в чемпионате Латвии за «Сконто». Рижский клуб в том сезоне стал серебряным призёром чемпионата страны. Также в 2015 году играл за австралийский клуб второго дивизиона.

### Клубная статистика
| Клуб                       | Сезон                      | Чемпионат | Чемпионат | Кубок | Кубок | Кубок Лиги | Кубок Лиги | Еврокубки | Еврокубки | Итого | Итого |
| Клуб                       | Сезон                      | Игры      | Голы      | Игры  | Голы  | Игры       | Голы       | Игры      | Голы      | Игры  | Голы  |
| -------------------------- | -------------------------- | --------- | --------- | ----- | ----- | ---------- | ---------- | --------- | --------- | ----- | ----- |
| Данди Юнайтед              | 2004/05                    | 11        | 0         | 3     | 0     | —          | —          | —         | —         | 14    | 0     |
| Данди Юнайтед              | 2005/06                    | 16        | 1         | —     | —     | —          | —          | —         | —         | 16    | 1     |
| Данди Юнайтед              | 2006/07                    | 11        | 1         | 1     | 1     | 1          | 0          | —         | —         | 13    | 2     |
| Данди Юнайтед              | 2007/08                    | 19        | 1         | —     | —     | 2          | 0          | —         | —         | 21    | 1     |
| Данди Юнайтед              | 2008/09                    | 25        | 1         | 2     | 0     | 2          | 0          | —         | —         | 29    | 1     |
| Данди Юнайтед              | 2009/10                    | 28        | 1         | 5     | 0     | 2          | 0          | —         | —         | 35    | 1     |
| Данди Юнайтед              | 2010/11                    | 28        | 1         | 3     | 0     | 1          | 0          | 2         | 0         | 34    | 1     |
| Данди Юнайтед              | 2011/12                    | 25        | 0         | 3     | 0     | 2          | 0          | 1         | 0         | 31    | 0     |
| Всего за «Данди Юнайтед»   | Всего за «Данди Юнайтед»   | 163       | 6         | 17    | 1     | 10         | 0          | 3         | 0         | 193   | 7     |
| Кауденбит                  | 2006/07                    | 7         | 0         | —     | —     | —          | —          | —         | —         | 7     | 0     |
| Всего за «Кауденбит»       | Всего за «Кауденбит»       | 7         | 0         | 0     | 0     | 0          | 0          | 0         | 0         | 7     | 0     |
| Бристоль Роверс            | 2012/13                    | 18        | 1         | 1     | 0     | —          | —          | —         | —         | 19    | 1     |
| Всего за «Бристоль Роверс» | Всего за «Бристоль Роверс» | 18        | 1         | 1     | 0     | 0          | 0          | 0         | 0         | 19    | 1     |
| Брихин Сити                | 2013/14                    | 5         | 0         | —     | —     | —          | —          | —         | —         | 5     | 0     |
| Всего за «Брихин Сити»     | Всего за «Брихин Сити»     | 5         | 0         | 0     | 0     | 0          | 0          | 0         | 0         | 5     | 0     |
| Всего за карьеру           | Всего за карьеру           | 193       | 7         | 18    | 1     | 10         | 0          | 3         | 0         | 224   | 8     |

(откорректировано по состоянию на 3 мая 2014)

## Сборная Шотландии
Кеннет в составе сборной Шотландии (до 19 лет) принял участие в чемпионате Европы среди юношеских команд 2006 года, проходившем в Польше. На этом турнире юные «горцы» дошли до финала, где уступили сверстникам из Испании со счётом 0:1.
В 2007 году Гарри сыграл два матча в национальной команде Шотландии для игроков до 20 лет, которая проводила их в рамках подготовки к мировому первенству. На самом чемпионате защитник сыграл одну встречу — против Коста-Рики. В том же году Кеннет дебютировал в молодёжной сборной Шотландии. Всего за команду для игроков до 21 года Гарри сыграл восемь матчей.
22 февраля 2010 года Кеннет был впервые вызван в состав первой сборной Шотландии на товарищескую встречу с Чехией, но дебютировать за «тартановую армию» в этот раз не смог, не попав даже в заявку на матч. 11 августа того же года Гарри впервые отыграл за «горцев» в выставочном поединке с Швецией.

### Матчи и голы за сборную Шотландии
| № | Дата            | Место                          | Оппонент          | Счёт | Голы Кеннета | Соревнование      |
| 1 | 11 августа 2010 | «Росунда», Стокгольм, Швеция   | Швеция            | 0:3  | —            | Товарищеский матч |
| 2 | 16 ноября 2010  | «Питтодри», Абердин, Шотландия | Фарерские острова | 3:0  | —            | Товарищеский матч |

Итого: 2 матча / 0 голов; 1 победа, 0 ничьих, 1 поражение.
(откорректировано по состоянию на 16 ноября 2010)

### Сводная статистика игр/голов за сборную
| Сборная          | Год              | Отборочные матчи ЧМ | Отборочные матчи ЧМ | Финальные матчи ЧМ | Финальные матчи ЧМ | Отборочные матчи ЧЕ | Отборочные матчи ЧЕ | Финальные матчи ЧЕ | Финальные матчи ЧЕ | Товарищеские матчи | Товарищеские матчи | Итого | Итого |
| Сборная          | Год              | Игры                | Голы                | Игры               | Голы               | Игры                | Голы                | Игры               | Голы               | Игры               | Голы               | Игры  | Голы  |
| ---------------- | ---------------- | ------------------- | ------------------- | ------------------ | ------------------ | ------------------- | ------------------- | ------------------ | ------------------ | ------------------ | ------------------ | ----- | ----- |
| Шотландия        | 2010             | —                   | —                   | —                  | —                  | —                   | —                   | —                  | —                  | 2                  | 0                  | 2     | 0     |
| Всего за карьеру | Всего за карьеру | 0                   | 0                   | 0                  | 0                  | 0                   | 0                   | 0                  | 0                  | 2                  | 0                  | 2     | 0     |

(откорректировано по состоянию на 16 ноября 2010)

## Достижения

### Командные достижения
«Данди Юнайтед»
- Обладатель Кубка Шотландии: 2009/10
- Финалист Кубка Шотландии: 2004/05
- Финалист Кубка шотландской лиги: 2007/08

 Сборная Шотландии (до 19 лет)
- Вице-чемпион Европы: 2006

### Личные достижения
- Молодой игрок месяца шотландской Премьер-лиги: март 2008